# HK Slovan Levice
A HK Slovan Levice egy szlovák jégkorongcsapat Léván. A klub a harmadosztályú 2. hokejová liga nyugati csoportjában játszik.

## Statisztikák
| Főcsoport (A csoport) | Főcsoport (A csoport) | Főcsoport (A csoport) | Főcsoport (A csoport) | Főcsoport (A csoport) | Főcsoport (A csoport) | Főcsoport (A csoport) | Főcsoport (A csoport) | Főcsoport (A csoport) | Alsóház (D csoport) | Alsóház (D csoport) | Alsóház (D csoport) | Alsóház (D csoport) | Alsóház (D csoport) | Alsóház (D csoport) | Alsóház (D csoport) | Alsóház (D csoport) | Rájátszás                      | Rájátszás                   | Rájátszás                   |
| Szezon                | LM                    | GY                    | GY. H.                | V. H.                 | V                     | G                     | P                     | Helyezés              | LM                  | GY                  | GY. H.              | V. H.               | V                   | G                   | P                   | Helyezés            | Negyeddöntő                    | Elődöntő                    | Döntő                       |
| --------------------- | --------------------- | --------------------- | --------------------- | --------------------- | --------------------- | --------------------- | --------------------- | --------------------- | ------------------- | ------------------- | ------------------- | ------------------- | ------------------- | ------------------- | ------------------- | ------------------- | ------------------------------ | --------------------------- | --------------------------- |
| 2023–24               | 12                    | 1                     | 0                     | 2                     | 9                     | 29-71                 | 5                     | 7.                    | 6                   | 5                   | 0                   | 0                   | 1                   | 37-19               | 15                  | 1.                  | Vereség a HK Detva ellen (0-3) | -                           | -                           |
| 2024–25               | 14                    | 1                     | 0                     | 0                     | 13                    | 33:128                | 3                     | 8.                    | 12                  | 1                   | 0                   | 0                   | 11                  | 27:90               | 3                   | 5.                  | Nem jutott be a rájátszásba    | Nem jutott be a rájátszásba | Nem jutott be a rájátszásba |

## Nézettség
| Szezon  | Teljes nézőszám | Átlagos nézőszám | Helyezés a ligában |
| ------- | --------------- | ---------------- | ------------------ |
| 2023–24 | 2 989           | 332              | 8.                 |
| 2024–25 | 813             | 116              | 13.                |